# Pleasant View (Tennessee)
Pleasant View es una ciudad ubicada en el condado de Cheatham en el estado estadounidense de Tennessee. En el Censo de 2010 tenía una población de 4.149 habitantes y una densidad poblacional de 127,93 personas por km².

## Geografía
Pleasant View se encuentra ubicada en las coordenadas 36°23′22″N 87°2′44″O / 36.38944, -87.04556. Según la Oficina del Censo de los Estados Unidos, Pleasant View tiene una superficie total de 32.43 km², de la cual 32.43 km² corresponden a tierra firme y (0%) 0 km² es agua.

## Demografía
Según el censo de 2010, había 4.149 personas residiendo en Pleasant View. La densidad de población era de 127,93 hab./km². De los 4.149 habitantes, Pleasant View estaba compuesto por el 96.72% blancos, el 0.94% eran afroamericanos, el 0.19% eran amerindios, el 0.8% eran asiáticos, el 0.02% eran isleños del Pacífico, el 0.43% eran de otras razas y el 0.89% pertenecían a dos o más razas. Del total de la población el 1.93% eran hispanos o latinos de cualquier raza.